# Ville-sur-Retourne
Ville-sur-Retourne är en kommun i departementet Ardennes i regionen Grand Est (tidigare regionen Champagne-Ardenne) i nordöstra Frankrike. Kommunen ligger  i kantonen Juniville som ligger i arrondissementet Rethel. År 2022 hade Ville-sur-Retourne 73 invånare.

## Befolkningsutveckling
Antalet invånare i kommunen Ville-sur-Retourne
Referens: INSEE